# Nam Song-chol
Nam Song-chol (en hangul: 남성철; en hanja: 南成哲; Pionyang, Corea del Norte, 7 de mayo de 1982) es un exjugador y actual entrenador de fútbol norcoreano. En su etapa como jugador profesional se desempeñaba como defensa. Actualmente es el segundo entrenador del 4.25 Sports Club de la Liga de fútbol de Corea del Norte.

## Selección nacional
Fue internacional con la selección de fútbol de Corea del Norte en 43 ocasiones y convirtió un gol.  En un partido de clasificación para la Copa Mundial de 2010 contra Irán, fue expulsado por empujar al árbitro.

### Participaciones en Copas del Mundo
| Mundial                        | Sede      | Resultado      | Partidos | Goles |
| ------------------------------ | --------- | -------------- | -------- | ----- |
| Copa Mundial de Fútbol de 2010 | Sudáfrica | Fase de grupos | 1        | 0     |

### Goles internacionales
| # | Fecha                | Lugar          | Oponente | Marcador | Resultado | Competición                                  |
| - | -------------------- | -------------- | -------- | -------- | --------- | -------------------------------------------- |
| 1 | 9 de febrero de 2005 | Saitama, Japón | Japón    | 1-2      | Derrota   | Clasificación para la Copa del Mundo de 2006 |

## Clubes

### Como jugador
| Club             | País            | Año       |
| ---------------- | --------------- | --------- |
| 4.25 Sports Club | Corea del Norte | 2004-2012 |

### Como entrenador
| Club                         | País            | Año   |
| ---------------------------- | --------------- | ----- |
| 4.25 Sports Club (asistente) | Corea del Norte | 2017- |

## Palmarés

### Como jugador

#### Campeonatos nacionales
| Título                  | Club             | País            | Año  |
| ----------------------- | ---------------- | --------------- | ---- |
| Copa de Corea del Norte | 4.25 Sports Club | Corea del Norte | 2006 |
| Liga de Corea del Norte | 4.25 Sports Club | Corea del Norte | 2010 |
| Liga de Corea del Norte | 4.25 Sports Club | Corea del Norte | 2011 |
| Copa de Corea del Norte | 4.25 Sports Club | Corea del Norte | 2011 |
| Liga de Corea del Norte | 4.25 Sports Club | Corea del Norte | 2013 |
| Liga de Corea del Norte | 4.25 Sports Club | Corea del Norte | 2015 |

### Como segundo entrenador

#### Campeonatos nacionales
| Título                  | Club             | País            | Año  |
| ----------------------- | ---------------- | --------------- | ---- |
| Liga de Corea del Norte | 4.25 Sports Club | Corea del Norte | 2018 |
| Liga de Corea del Norte | 4.25 Sports Club | Corea del Norte | 2019 |
| Liga de Corea del Norte | 4.25 Sports Club | Corea del Norte | 2022 |
| Liga de Corea del Norte | 4.25 Sports Club | Corea del Norte | 2023 |